# Loxophlebia braziliensis
Loxophlebia braziliensis är en fjärilsart som beskrevs av Rothschild 1911. Loxophlebia braziliensis ingår i släktet Loxophlebia och familjen björnspinnare. Inga underarter finns listade i Catalogue of Life.